# Duxbury (Vermont)
Duxbury és una població dels Estats Units a l'estat de Vermont. Segons el cens del 2000 tenia 1.289 habitants.

## Demografia
Segons el cens del 2000, Duxbury tenia 1.289 habitants, 498 habitatges, i 338 famílies. La densitat de població era d'11,6 habitants per km².
Per edats la població es repartia de la següent manera: un 24,2% tenia menys de 18 anys, un 5,1% entre 18 i 24, un 34,8% entre 25 i 44, un 26,8% de 45 a 60 i un 9,1% 65 anys o més.
L'edat mediana era de 38 anys. Per cada 100 dones de 18 o més anys hi havia 99,8 homes.
La renda mediana per habitatge era de 47.981 $ i la renda mediana per família de 57.574 $. Els homes tenien una renda mediana de 34.125 $ mentre que les dones 27.031 $. La renda per capita de la població era de 20.707 $. Entorn del 0,9% de les famílies i el 5% de la població estaven per davall del llindar de pobresa.